# Cái Tàu Thượng
Cái Tàu Thượng là tên một con rạch và cũng là tên của một địa danh thuộc xã Mỹ An Hưng, tỉnh Đồng Tháp, nằm trên đường từ bắc Cao Lãnh đi Chợ Mới, Rạch Cái Tàu Thượng thông ra sông Tiền, tạo thành ranh giới tự nhiên giữa tỉnh An Giang và Đồng Tháp.
Ngoài ra, Cái Tàu Thượng còn được biết đến là tên một cây cầu nối liền hai tỉnh An Giang và Đồng Tháp, thuộc xã Hội An tỉnh An Giang. Cầu Cái Tàu Thượng có vai trò quan trọng trong việc kết nối giao thông và thúc đẩy phát triển kinh tế xã hội của hai tỉnh. 
Tóm lại, Cái Tàu Thượng có thể chỉ:
1. Rạch Cái Tàu Thượng:
Một con rạch thuộc địa phận xã Mỹ An Hưng, huyện Lấp Vò, tỉnh Đồng Tháp, thông ra sông Tiền.
2. Cầu Cái Tàu Thượng:
Cây cầu bắc qua rạch Cái Tàu Thượng, nối liền An Giang và Đồng Tháp, thuộc xã Hội An, huyện Chợ Mới, tỉnh An Giang.
3. Chợ Cái Tàu Thượng: thuộc trung tâm xã Hội An, tỉnh An Giang.